# 上平橋
上平橋位於重慶市綦江縣東溪鎮朝陽街，含東溪南華宮、東溪萬天宮、東溪王爺廟、石橋（東溪太平橋、上平橋），文物遺址年代為清代，2009年12月15日列為第二批重慶市文物保護單位。